# 森章二
森 章二（もり しょうじ、1938年1月31日 ‐ ）は、東京府出身の俳優。本名は石渡 建治。

## 人物・来歴
東京都港区の旧氷川小学校を卒業。劇団新国劇に入団。辰巳柳太郎に師事する。舞台を中心に映画、テレビドラマ、ラジオ、声優と活躍の場を広げる。
2007年には自身がパーソナリティを務めるラジオ番組『森に耳あり章二に目あり』（KBS京都・青森放送）を放送。
爬虫類やザリガニなど小動物、蘭、古民具、江戸文化などにも精通。その他　Vシネマ、健康や歴史に関する講演など、仕事を選ばず多枝にわたり活躍中。

## 出演

### テレビドラマ
- 大河ドラマ / 赤穂浪士（1964年、NHK） - 鉄砲隊
- 用心棒シリーズ（NET / 東映京都テレビプロダクション）
  - 俺は用心棒(1) 第14話「光った包丁」（1967年） - 浪士
  - 待っていた用心棒（1968年）
    - 第6話「冷えた燗酒」 - 松崎左兵衛
    - 第21話「宿場の夜霧」 - 安斉の配下

  - 帰って来た用心棒（1968年）
    - 第8話「野分の中」 - 浪士
    - 第21話「月夜の湯けむり」

  - 俺は用心棒(2)（1969年）
    - 第3話「陽炎の宿」
    - 第11話「枇杷の実る宿」 - 石山
    - 第17話「夏の夜と朝に」
    - 第23話「亡き父の怒り」
- 次郎長三国志 第25話「吉良の仁吉」（1968年、NET / 東映）
- 妖術武芸帳 第4話「怪異まわし笛」（1969年、TBS / 東映） - 八双道士
- 素浪人 花山大吉 （1970年、NET / 東映）
  - 第59話「女ごころに弱かった」 - 強盗
  - 第87話「命がけで黙っていた」
  - 第103話「目をさましたら死んでいた」 - 松前屋の番頭
- 銭形平次 （CX / 東映）
  - 第156話「浮世数え唄」（1969年） - 半次
  - 第237話「瓢かんざし」（1970年） - 仙太
  - 第411話「江戸は今夜も」(1974年）
  - 第429話「朱い吹矢」（1974年）
  - 第622話「おやじ」 （1978年）- 寛次
  - 第881話「裏切り者は二度死ぬ」（1984年）
- 天を斬る （1969年、NET / 東映）
  - 第9話「しぐれの町」
  - 第16話「氷雨の宿」 - 吉村家の若党・新助
- 燃えよ剣（1970年、NET / 東映） - 新選組・平間重助
  - 第1話「新選組前夜」
  - 第2話「春の月かげ」
  - 第3話「三条木屋町・紅屋」
  - 第5話「祇園 島原」
- 五社英雄アワー / 新三匹の侍（1970年、CX / 松竹）
  - 第7話「荒馬娘が吠える町」 - 助十
  - 第9話「巡礼女の唄が聞える」 - 辰次
  - 第11話「夜光珠が哭いている」 - 孫七
  - 第13話「何処へ行くのか獣道」 - 嘉助
- 青春太閤記 いまにみておれ!（1971年、NTV / 歌舞伎座テレビ） - 丹羽又左衛門
- 徳川おんな絵巻 第27話「花嫁学校」・第28話「恋を追う女」（1971年、KTV / 東映） - 油屋義右衛門
- 千葉周作 剣道まっしぐら 第39話「正剣・邪剣」（1971年、TBS）- 役人
- 遠山の金さん捕物帳（NET / 東映）
  - 第7話「浮世絵の女」（1970年） - 尾山
  - 第19話「地獄を売る男」（1970年） - 唐人
  - 第37話「虫を売る男」（1971年） - 吉蔵
  - 第44話「地獄から来た女」（1971年） - 道場破りの浪人
  - 第64話「身代りになった女」（1971年） - 中間
  - 第84話「三ん下を男にした女」（1972年） - 丸十の子分
  - 第132話「白州で歌った男」（1973年） - 英次
- 軍兵衛目安箱 （1971年、NET / 東映）
  - 第5話「百万人の声」
  - 第20話「子供は見ていた」
- 長谷川伸シリーズ 第5話「一本刀土俵入り」（1972年、NET / 東映） - 解説
- 紫頭巾 第2話「御用船炎上」（1972年、12ch） - 春名源四郎
- 大岡越前（TBS / C.A.L）
  - 第3部（1972年）
    - 第10話「江戸のごみ」
    - 第24話「人情の罠」 - おきぬの亭主

  - 第4部
    - 第8話「秋刀魚にがいか恋の味」（1974年11月25日） - 影供
    - 第19、20話「天下を盗る（前・後編）」（1975年2月10、17日）

  - 第7部 第21話「母は天下の御意見番」（1983年9月12日） - 寅吉
  - 第9部 第4話「襲われた御用金」（1985年11月18日） - 人足頭
  - 第11部（1990年）
    - 第4話「緋桜の女」 - 儀平
    - 第22話「贋金を掏った女」 - 由松

  - 第12部 第10話「恋しい父は逃亡者」（1991年12月16日） - 粂七
  - 第13部 第24話「伊織を狙う狐面の女」（1993年4月26日） - 寅吉
  - 第14部 第19話「無情に泣いた愛の折鶴」（1996年10月28日） - 大黒屋
- 隼人が来る 第11話「嵐を呼ぶ密書」（1972年、CX / 東映）
- 必殺シリーズ（ABC / 松竹）
  - 必殺仕掛人
    - 第17話「花の吉原地獄の手形」（1972年） - 牛太郎
    - 第29話「罠に仕掛ける」（1973年） - 同心・倉林

  - 必殺仕置人（1973年） - 同心
    - 第6話「塀に書かれた恨み文字」
    - 第8話「力をかわす露の草」
    - 第10話「ぬの地ぬす人ぬれば色」
    - 第11話「流刑のかげに仕掛あり」
    - 第13話「悪いやつほどよく見える」
    - 第14話「賭けた命のかわら版」
    - 第16話「大悪党のニセ涙」
    - 第18話「備えはできたいざ仕置」
    - 第20話「狙う女を暗が裂く」
    - 第21話「生木をさかれ生地獄」

  - 助け人走る
    - 第17話「探索大成功」（1973年） - 常八
    - 第27話「江戸大暗黒」（1974年） - 岩松

  - 暗闇仕留人 第9話「懸想して候」（1974年） - 釘六
  - 必殺必中仕事屋稼業 第3話「いかさま大勝負」（1975年） - 同心
- 水戸黄門（TBS / C.A.L）
  - 第4部 第14話「落ちて来たおしら様 -弘前-」（1973年4月23日） - 猟師
  - 第5部（1974年）
    - 第6話「お新に惚れた男 -高山-」 - 坂井又兵衛
    - 第13話「浪花女のど根性　-大阪-」 - 丹波屋番頭

  - 第15部 第16話「弥七に似ていた風来坊 -広島-」（1985年5月13日） - 源八
  - 第16部（1986年）
    - 第4話「助さん身代り親孝行 -沼津-」 - 藤吉
    - 第17話「正義運んだ七里飛脚 -松江-」 - 仙次

  - 第17部 第14話「馬が蹴散らす悪企み -琴平-」（1987年11月30日） - 権次
  - 第18部 第28話「印籠盗んだ女掏摸 -清水-」（1989年3月27日） - 常吉
  - 第19部（1990年）
    - 第16話「鬼が巣喰う金の山 -佐渡-」 - 鮫五郎
    - 第29話「天下御免の大芝居 -江戸-」 - 仁吉

  - 第20部（1991年）
    - 第17話「秘伝盗みの弟子修行 -唐津-」 - 軍次
    - 第32話「誘拐された御老公 -福井-」 - 熊五郎

  - 第21部 第3話「頑固比べで縁結び -小浜-」（1992年4月20日） - 伝次
  - 第22部
    - 第9話「天狗に狙われた娘 -新宮-」（1993年7月12日） - 鮫六
    - 第14話「悪を懲らした姫だるま -松山-」（1993年8月16日） - 藤八
    - 第34話「大黒様を笑わせた男 -日光-」（1994年1月10日） - 角右衛門

  - 第23部（1995年）
    - 第24話「お銀に惚れた人形師 -福岡-」 - 五郎蔵
    - 第37話「育ての母は木曽節お仙 -妻籠-」 - ムササビの権次郎

  - 第24部（1996年）
    - 第21話「鬼と呼ばれた父の真実 -鳥取-」 - 船岡屋
    - 第29話「兄を憎んだ弟の涙 -鶴岡-」 - 黒川屋

  - 第25部 第24話「藩を救った反魂丹 -富山-」（1997年） - なだれの岩松
  - 第26部 第2話「涙の母の祝唄 -高野-」（1998年）- 田之倉屋
  - 第27部 第19話「二人の御隠居 -村上-」（1999年） - 為造
  - 第28部 第2話「黄門様は恋の道先案内人 -小田原-」（2000年3月13日） - 大垣金太夫
  - 第33部 第16話「娘を守った幽霊騒動 -出石-」（2004年8月9日） - 多賀銀三郎
  - 第34部 第12話「風の鬼若 怒りの秘剣 -松前-」（2005年4月11日） - 川浜屋忠兵衛
  - 最終回スペシャル（2011年12月19日） - 質屋
- 素浪人天下太平 （1973年、NET / 東映）
  - 第6話「空にきらきら金の星」
  - 第18話「本物 偽物 三度笠」 - 赤不動の岩吉
- 新選組 第15話「油小路の闘いをこえて」（1972年、CX / 東映）　※鶴田浩二版
- 江戸を斬る（TBS / C.A.L）
  - 江戸を斬る 梓右近隠密帳
    - 第9話「決闘鍵屋の辻」（1973年） - 彦坂源七
    - 第24話「狙われた秘薬」（1974年） - 瓦版売り

  - 江戸を斬るII 第25話「狙われた遠山桜」（1976年）
  - 江戸を斬るIV（1979年）
    - 第10話「お京初恋御用旅」 - 武助
    - 第24話「夫婦になった金公お京」 - 辰次

  - 江戸を斬るVI 第27話「脅迫された町奉行」（1981年） - 浅吉
  - 江戸を斬るVII 第1話・第2話「桜吹雪が悪を裁つ」（1987年） - 儀十
  - 江戸を斬るVIII 第13話「愛しい娘が殺人者」（1994年） - 黒松三五郎
- 編笠十兵衛（1974年、CX / 東映） - 浪人
- 座頭市物語（CX / 勝プロ）第6話「どしゃぶり」（1974年）
- 右門捕物帖 第42話「果てしなき欲望」（1975年、NET / 東映）
- 大江戸捜査網（12ch / 三船プロ）
  - 第3シリーズ
    - 第143話「金のなる木で人が死ぬ」（1974年） - 才次
    - 第203話「無残!! 父と娘の詩」（1975年）
    - 第229話「雪に舞う女必殺剣!」（1976年）
    - 第245話「牢破り無情」（1976年） - 十手持ち
    - 第255話「三味の音は殺しの調べ」（1976年） - 岡松
    - 第275話「傷だらけの同心魂」（1977年） - 片眼の武芸者
    - 第280話「怒りの白昼殴り込み」（1977年） - 儀十
    - 第286話「張り込み!」（1977年） - 岡松
    - 第306話「懐剣返上! 涙の対決」（1977年） - 岡場所のならず者
    - 第310話「遊女流転! 女義賊の謎」（1977年） - 長七
    - 第325話「笹笛に泣く女の悲哀」（1978年） - 榊原
    - 第335話「隠密変化! 謎の女」（1978年） - 喜兵衛
    - 第349話「過去を裁く挑戦状」（1978年）
    - 第370話「汚名に賭けた目明し無情」（1978年） - 仁助
    - 第380話「殺しを呼ぶひつじ年の娘」（1979年）
    - 第392話「連続誘拐事件の謎」（1979年） - 浪人
    - 第402話「獄門台に招く幻の美女」（1979年）
    - 第404話「金塊の陰で泣く女」（1979年）
    - 第414話「豪雨に消えた謎の美女」（1979年） - 野坂
    - 第422話「少年が明かす炎の殺人集団」（1979年）
    - 第435話「晴れ姿おんな隠密一番纒」（1980年） - 蔵前屋の用心棒
    - 第450話「おんな牢 地獄からの脱出」（1980年） - 佐兵衛
    - 第456話「娘魚屋五万石の涙」（1980年）
    - 第470話「恐怖の美女誘拐魔 赤い罠」（1980年） - 小村
    - 第488話「地獄からもどった用心棒」（1981年） - 田所
    - 第497話「江戸を走る裸の女」（1981年） - 伊豆屋寅蔵
    - 第532話「女心が悪を斬る」（1982年） - 佐平次
    - 第587話「八百屋お七 魔性の肌が燃える」（1983年） - 元同心・多々良
    - 第614話「純愛に賭けた女スリ」（1983年） - 地回り

  - （1990年度版）第16話「姫君危機一髪!　秘めごとの恋」（1991年） - 和尚
  - （1991年度版）第9話「揺れる愛憎　過去を秘めた女」（1991年） - 大黒屋喜兵衛
- 剣と風と子守唄 第14話「地獄に恋した野郎ども」（1975年、ANB） - 清七
- 大非常線 第5話「脱獄の唄」（1976年、NET / 東映） - 調査員
- ぐるぐるメダマン 第22話「SOS枯葉の手紙」（1976年、12ch / 東映） - 現場監督
- 非情のライセンス 第2シリーズ 第72話「兇悪の密告」（1976年、NET / 東映） - 男A
- 人魚亭異聞 無法街の素浪人 第3話「一発勝負殺しの切札」（1976年、NET） - 仙太
- お耳役秘帳 第11話「隠密妻無残」（1976年、KTV / 歌舞伎座テレビ） - 作田
- 隠し目付参上 第25話「斬られ役団九郎 男冥利の花道か」（1976年、MBS / 三船プロ） - 相原
- 伝七捕物帳（1977年、NTV / ユニオン映画）
  - 第141話「懺悔に咲いた父娘舟」 - 千吉
  - 第149話「けなげな娘に鬼が哭く」 - 多十
  - 第157話「恋の掛け橋情の涙」 - 権作
- 伝七捕物帳（1979年、テレビ朝日）
  - 第18話「ほくろのある女」
  - 第30話「捕物姉妹」
- 桃太郎侍 （NTV / 東映）
  - 第22話「あに、おとうとめぐり会う日に」（1977年） - 梶村
  - 第30話「瑪瑙に命を賭けたやつ!」（1977年） - 藤造
  - 第46話「酔いどれ芸者の涙唄」（1977年） - 望月左内
  - 第86話「大当り貧乏くじ」（1978年） - 佐吉
  - 第115話「つっぱりすぎた欲の皮」（1978年） - 福田屋の手代
  - 第145話「鯛より旨い鰯の人情」（1979年） - 浪人
  - 第252話「花の吉原学問修行」（1981年） - 助七
- 人形佐七捕物帳 第16話「四日に一度の恋」（1977年、ANB / 東映） - 早川孫兵衛
- 達磨大助事件帳（ANB / 前進座 / 国際放映）
  - 第3話「父子だるま」（1977年） - 目明し
  - 第17話「地獄の沙汰も銭」（1978年） - 金助
- 江戸の鷹 御用部屋犯科帖 第4話「大江戸の暗黒を斬る!」（1978年、ANB / 三船プロ） - 丸山伸蔵
- 若さま侍捕物帳 第5話「参上!! 地獄花」（1978年、ANB / 前進座＝国際放映） - 宗達
- 横溝正史シリーズII「八つ墓村」（1978年、MBS / 映像京都） - 尼子の落武者
- 恐竜戦隊コセイドン 第45話「コセイダーVS恐竜ハンター」（1979年、12ch / 円谷プロ） - 岩見重太郎
- 半七捕物帳 第25話「十五夜御用心」（1979年9月18日、ANB）
- 江戸の牙 （ANB / 三船プロ）
  - 第1話「炎上! 赤馬を斬れ」（1979年）
  - 第9話「壮絶! 同心志願」（1979年） - 八十吉
  - 第18話「渡る世間の鬼を斬る」（1980年） - 政造
- 新・座頭市 第3シリーズ 第3話「市の耳に子守唄」（1979年、CX / 勝プロ） - 金隠し
- ザ・スーパーガール 第28話「集団売春 地獄の密猟ルート」（1979年、東映 / 12ch） - 南洋商事幹部・三木
- そば屋梅吉捕物帳 第18話「地蔵も泣いた風車」（1980年、12ch / 国際放映） - 熊吉
- 鬼平犯科帳'80 第18話「妖盗葵小僧」（1980年、ANB / 中村プロ） - 金七
- 暴れん坊将軍シリーズ（ANB / 東映）
  - 吉宗評判記 暴れん坊将軍
    - 第124話「溺れて手柄をたてた奴」（1980年） - 赤城
    - 第154話「棺桶の中に咲いた恋」（1981年） - 五助
    - 第181話「絵筆に誓った兄弟仁義」（1981年） - 加藤
    - 第202話「ずっこけ勘八功名噺」（1982年） - 与三八

  - 暴れん坊将軍II
    - 第10話「泣くな吉宗 大江戸無情」（1983年） - 左文字
    - 第37話「女もつらいよ 母なれば」（1983年） - 源助
    - 第52話「母よ喜べ 親父が立った!」（1984年） - 上州屋吉右衛門
    - 第94話「男一匹! 喧嘩富士」（1985年） - 五郎政
    - 第117話「戦慄! 湯の里の美少女」（1985年） - 与八
    - 第143話「悲願! お小夜アイヤぶし」（1986年） - 玄太
    - 第166話「夫婦飛脚の夢だより!」（1986年） - 松次郎
    - 第183話「爆破! 人質は八百八町」（1987年） - 巳之吉

  - 暴れん坊将軍III
    - スペシャル「将軍が消えた!? 吉宗暗殺の渦巻く紀州和歌山」（1988年） - 源内
    - 第49話「おいらの父は日本一!」（1989年） - 正太
    - 第95話「春遠き お捨屋敷の女」（1990年） - 文太郎
    - 第118話「吉宗 まさかの刑場破り!」（1990年） - 山城屋藤右衛門

  - 暴れん坊将軍IV
    - 第11話「大岡越前、なみだの鉄拳!」（1991年） - 巳之吉
    - 第25話「母恋い飛脚」（1991年） - 彦六
    - 第43話「戦慄! 狙われた養生所」（1992年） - 弥助
    - 第64話「父の敵は愛しの人!」（1992年） - 六兵衛

  - 暴れん坊将軍V（1993年）
    - 第17話「剣も躍る! 阿波おどり」 - 伍平
    - 第28話「子連れ芸者の挑戦」 - 道庵

  - 暴れん坊将軍VI
    - 第11話「大喧嘩! め組対定火消」（1994年） - 河野権十郎
    - 第34話「俺らの兄貴は上様だ!」（1995年） - 百石屋万作

  - 暴れん坊将軍VII 第1話「江戸っ子神輿が吉宗を呼ぶ!」（1996年） - 石堂大膳
- 仮面ライダースーパー1 第3話「行け! 地の果てドグマの黄金郷」（1980年、MBS / 東映） - 白鳥
- ザ・ハングマンシリーズ（ABC / 松竹芸能）
  - ザ・ハングマン
    - 第6話「オオカミ達の変奏曲」（1980年） - 石田
    - 第44話「人狩り村に潜入せよ」（1981年）

  - ザ・ハングマンII 第20話「美人姉妹の危険な就職」（1982年） - 平野
  - 新ハングマン 第15話「通り魔に夫の出世を賭ける妻」（1983年） - 石山
  - ザ・ハングマン4 第25話「痛快ダブルハンギング!! さようならありがたや節」（1985年） - 隆友ジャーナル社長・横江滋臣
  - ハングマンGOGO 第13話「地上げ屋に転がされた少女!」（1987年） - 手島開発専務・三崎隆
- 長七郎天下ご免!（ANB / 東映）
  - 第72話「父二人 江戸のつむじ風」（1981年） - 伊吉
  - 第111話「真実の証のいれずみ命」（1982年） - 藤助
- 影の軍団III 第2話「闇からの依頼人」（1982年、KTV / 東映） - 高坂仙蔵
- 文吾捕物帳 第18話「ここほれ子猫」（1982年、ANB / 三船プロ）
- 青春INGS ゆう子とヘレン 第6話「払ってください」（1982年、KTV / 宝塚映画） - 相沢
- 源九郎旅日記 葵の暴れん坊（1982年、ANB / 東映）
  - 第14話「なにわ娘の恋十手」 - 佐野屋五郎次
  - 第29話「哀れ! 小判の雨に死す」 - 紋次
- 月曜ワイド劇場・深川通り魔殺人事件（1983年、ANB / オフィス・ヘンミ）
- 長七郎江戸日記（NTV / ユニオン映画）
  - 第1シリーズ
    - 第1話「風流双面草紙」（1983年）
    - 第32話「とらわれた長七郎」（1984年）
    - 第79話「心はひとつ義兄弟」（1985年）
    - 第90話「あで姿回り舞台」（1986年）
    - 第100話「牛さんの縁談」（1986年） - 長吉

  - 第2シリーズ 第33話「長い銀の箸」（1988年） - 長崎屋宇平
- 火曜サスペンス劇場（NTV系）
  - 松本清張の坂道の家（1983年2月、松竹） - 不動産屋店主
  - 木に登る犬（1983年、三船プロ）
  - 松本清張の知られざる動機」（1983年9月、松竹）
  - 松本清張スペシャル・一年半待て（1984年5月、松竹） - 焼き鳥屋
  - 「京都慕情殺人事件」（1985年3月、ユニオン映画） - 小川主任
  - 松本清張スペシャル・夜光の階段（1986年4月、松竹）
  - 同窓生（1988年9月、NTV・ライトヴィジョン）
- 土曜ワイド劇場（EX）
  - ハイミス探偵日記シリーズ（1983年、ABC / 東映）
    - 第1話「瀬戸内海殺人事件 女28才の疑惑 殺人現場は瀬戸内？東京？」 - 大村
    - 第2話「ハイミス探偵日記 空中サーカス殺人事件 女ピエロはなぜ街を走ったか?」

  - 森村誠一の終着駅シリーズ「死刑台の舞踏」（1992年） - 島田刑事
  - 森村誠一の終着駅シリーズ「信濃大町発7時53分あずさ8号殺意のめぐり逢い」（1992年2月、東映） - 鍵屋主人
  - 松本清張スペシャル・状況曲線（1994年11月、松竹）
  - 厄除け商売繁盛殺人事件3（1996年12月） - 八幡刑事
  - 新・西村京太郎トラベルミステリースペシャル「津軽陸中殺人ルート」（2000年9月） - 藤巻
  - 大惨事 ツアーバス転落!死者3名重軽傷18名…（2001年7月）
  - 日舞名門－家元相続殺人事件!（2002年5月）
  - 罠の二重誘拐 身代金10億と夫が消えた?（2002年2月）
  - 森村誠一の終着駅シリーズ17「霧笛の余韻」（2004年10月） - 管理人
  - 仮釈放の女（2005年10月）
  - 終着駅の牛尾刑事VS事件記者・冴子5（2005年12月） - 長田勉
  - 森村誠一の終着駅シリーズ19「死者の配達人」（2006年3月） - スーパーの店長
  - 路〜終着駅の牛尾刑事VS事件記者冴子7（2007年12月） - 黒田
  - 終着駅の牛尾刑事VS事件記者・冴子「森村誠一の致死海流」（2008年12月） - 小林一郎
  - 終着駅シリーズ 新宿着あずさ22号の殺人同乗者!!（2010年7月、東映） - 管理人
  - 西村京太郎トラベルミステリー「寝台特急カシオペア殺人事件」（2010年11月） - 熊倉松吉
  - 終着駅の牛尾刑事VS事件記者冴子11・ラストシーン（2012年2月、東映）- 管理人
  - 終着駅の牛尾刑事VS事件記者・冴子 生存者（2016年1月9日） - 小林一郎
  - 終着駅シリーズ ファイナル「十月のチューリップ」（2022年12月22日）
- 遠山の金さん （高橋英樹）（ANB / 東映）
  - 第1シリーズ
    - 第91話「京の貴公子・綾小路菊麿さまお成り!」（1984年）
    - 第106話「女はつらいよ! タンカバイのお初一代」（1984年） - 友三郎
    - 第120話「魔剣の旅・越後三味線の女II」（1984年） - 惣五郎

  - 第2シリーズ　第35話「女賞金稼ぎ・陽炎のお仙!」（1985年） - 猪之吉
- 花の生涯 井伊大老と桜田門（1988年、TX / 東映） - 多田一郎
- 名奉行 遠山の金さん （松方弘樹）（ANB / 東映）
  - 第1シリーズ 第19話「殺しを招く幻の女」（1988年） - 乾玄八郎
  - 第2シリーズ 第22話「消えた犯人を探せ!助っ人は年上の女」（1989年） - 上州屋
  - 第3シリーズ 第4話「夫を売った女の秘密」（1990年） - 権三
  - 第4シリーズ
    - 第4話「占いを信じた女」（1991年） - 万平
    - 第23話「恐怖の稲妻! 消えた殺人者」（1991年） - 弁天政

  - 第5シリーズ 第7話「殺し屋を狙う謎の若君」（1993年） - 寅吉
  - 第6シリーズ 第10話「老盗賊が捨てた娘」（1994年） - 七五郎
  - 第8シリーズ（遠山の金さんVS女ねずみ）第5話「殺人犯にされた恋人たち」（1997年） - 鳴海屋利兵衛
- お江戸捕物日記 照姫七変化 第6話「悪代官を斬る!」（1990年、CX / 東映）
- ご存知!旗本退屈男IV 紀州徳川家滅亡か!?謎の女狐と仮面の男、大暗殺隊主水に迫る（1990年、ANB / 東映） - 野村丈之助
- 代表取締役刑事 第1話「昨日・今日・明日」（1990年、テレビ朝日 / 石原プロモーション） - 陳成虎（香港窃盗グループ）
- あばれ八州御用旅（TX / ユニオン映画）
  - 第1シリーズ 第8話「街道の風も泣いてた 女郎うた」（1990年） - 滝蔵
  - 第2シリーズ 第17話「女郎花は咲かず」（1991年） - 辰巳屋利助
  - 第4シリーズ 第10話「身代り観音 夫婦唄」（1994年） - 六兵衛
- 八百八町夢日記（NTV / ユニオン映画）
  - 第1シリーズ 第20話「祭り囃子が聞こえる」（1990年） - 杉森屋
  - 第2シリーズ 第32話「夢之介が賭けた男」（1992年） - 久造
- 雪の蛍（1991年、CX / 東海テレビ）
- 三匹が斬る！シリーズ（ANB / 東映）
  - また又・三匹が斬る! 第14話「戸隠は、女郎の恨みか鬼女の花」（1991年） - 助五郎
  - 新・三匹が斬る! 第10話「首一つ、賭けてみちのく影武者哀歌」（1992年） - 三之丞
  - ニュー・三匹が斬る! 
    - 第5話「大騒動!富士の高嶺の御霊水」（1994年）
    - 第14話「金毘羅代参、馬鹿は死ななきゃ治らない」（1994年）

  - 痛快・三匹が斬る! 第5話「凶悪の里、愛しい女の紙風船」（1995年）
- 銭形平次 第2シリーズ（1992年、CX）
  - 第4話「消えたロウソク」
  - 第5話「二重の鍵」 - 富蔵配下
- 風林火山（1992年、NTV・ユニオン映画） - 萩原弥右衛門尉
- 愛と野望の独眼竜 伊達政宗（1995年、TBS / 東映） - 片桐且元
- 姫将軍大あばれ 第20話「非情の掟に泣く女」（1996年、TX） - 伊丹康勝
- 月曜ドラマスペシャル 「松本清張特別企画・聞かなかった場所」（1997年7月、TBS・東阪企画）
- 失楽園 第2話「京都初夜」（1997年、YTV）
- 南町奉行事件帖 怒れ!求馬II 第10話「江戸から米が消えた!」（1999-2000年、TBS / C.A.L） - 三の巣屋
- 大江戸を駆ける! 第4話「師走の目撃者」（2000年、TBS / C.A.L）- 松葉屋
- 白洲次郎 第3話「ラスプーチンの涙」（2009年 / NHK）
- 非婚同盟 第46話「非婚の目」（2009年、CX）
- 金曜プレステージ 妻の座（2009年5月 / CX） - 原田伸吉
- 月曜ゴールデン 警視庁心理捜査官・明日香 第1作（2011年、TBS） - アパートの大家

### 映画
- 喧嘩屋一代 どでかい奴（1970年、ダイニチ映配） - 男A
- 狐のくれた赤ん坊（1971年、ダイニチ映配） - 仏の六助
- 新座頭市・破れ!唐人剣（1971年、東宝） - 為助
- 新女賭博師 壷ぐれ肌（1971年、大映） - 豊次
- 片足のエース（1971年、大映） - 部長
- 蜘蛛の湯女（1971年、大映） - 嘉七
- 子連れ狼シリーズ（東宝 / 勝プロ）  
  - 子連れ狼 子を貸し腕貸しつかまつる（1972年） - 湯治客
  - 子連れ狼 地獄へ行くぞ!大五郎（1974年） - 渡世人
- 新座頭市物語 折れた杖（1972年、東宝 / 勝プロ）  - 銀造
- 無宿人御子神の丈吉 黄昏に閃光が飛んだ（1973年、東宝） - 非人
- 英霊たちの応援歌 最後の早慶戦（1979年、東宝） - 筑波航空隊当直将校
- あゝ野麦峠 新緑篇（1982年、東宝）
- ピンクリボン（2005年、アップリンク）
- 怪談・牡丹燈龍 もっともっと愛されたかった。（2007年） - 良石和尚
- 冩真の女（2008年）※友情出演

### ドキュメンタリー
- ルビコンの決断「あなたの「ふるさと」は大丈夫ですか?」（2010年1月 / TX） - 鹿庭幸男

### 舞台
- 里見浩太郎公演
- 高橋英樹公演
- あおい輝彦公演
- 杉良太郎公演（新歌舞伎座）
- 舟木一夫特別公演（中日劇場）
- 必殺仕掛人（1975年、明治座9月特別公演） - 粂八
- 明治座十月秋の演劇祭 座頭市物語（1978年10月） - 正次
- 風雲児織田信長（1992年） - 林光春
- 森章二 独演劇「仇も情も我身から」(1990年、銀座みゆき館劇場)
- 森章二プロデュース 芝居庫 第一回公演「仇も情も我身から」「候童唄」（1992年 深川江戸資料館小劇場）
- 梗の会 第1回公演「候・童・唄」（1992年、深川江戸資料館小劇場）
- 森章二単独ライブ「わすれちゃいけねぇ　もったいねぇ」
  - （東京・池ノ上シネマボカン）2009年10月。
  - （東京・西新宿ハーモニックホール）2010年4月。
- 劇団グループしぜん公演「人生万華鏡」（2006年10月）※友情出演
- 座☆吉祥天女公演「ゆうれい貸屋」（2007年、シアターX）※特別出演
- 「怪談・牡丹灯篭」大沢樹生プロデュースに出演（2007年8月公開）
- 綜映社旗揚げ公演「爆弾を胸に抱いて」（2010年、中野テアトルBONBON）
- 創造集団生活向上委員会 第29回公演「アホノミクス〜金は天上の回りモノ〜」（2014年4月16日〜20日）
- 宮城県災害復興支援事業「新・銀幕愚連隊〜若山富三郎物語〜」（2015年5月、博品館劇場）
- 若山企画朗読会 第7回「よみかたり」（2016年10月）

### 吹き替え
- イン・ハー・シューズ（教授〈ノーマン・ロイド〉）
- ターミネーター3（ピーター・シルバーマン〈アール・ボーエン〉）※日本テレビ版
- ディボース・ショウ（ハーブ・マイヤーソン、ガットマン裁判の弁護士）
- プロフェシー（Dr.リーク〈アラン・ベイツ〉）
- ミラグロ/奇跡の地

### 劇場アニメ
- 算法少女（2016年）- 谷素外[1]

### オリジナルビデオ
- 女学生（2005年）
- ところてんの女（2006年）
- はいからさんの性（2006年）
- 真田くノ一忍法伝 かすみ 愛と裏切りの絆（2006年） - 末吉 ※特別出演
- 艶々日記 芸者Saaaan!!!（2007年）※友情出演
- 幻想クノイチ忍法帖（2013年） - キチエモン

### バラエティ
- クイズ!脳ベルSHOW（2020年3月3日、BSフジ）

### ラジオ番組
- 森に耳あり章二に目あり（2007年4月2日 - 12月29日 / 宮崎放送、KBS京都、青森放送などで放送）
- 町田政則の語りの小部屋（2020年） - 朗読
- 森章二の元気もりもり江戸話し→役者人生よもやまばなし（2021年5月31日 - 2024年1月1日より改題、BSN新潟放送、青森放送など）